# Franz Schürer (Politiker, 1900)
Franz Schürer (* 31. Oktober 1900 in Mettmach; † 7. April 1973 in Salzburg) war ein österreichischer Politiker (SPÖ) und Werkmeister der Österreichischen Bundesbahnen. Er war von 1953 bis 1962 Abgeordneter zum Österreichischen Nationalrat.

## Leben
Schürer besuchte nach der Volksschule eine Klasse der Handelsschule und erlernte danach den Beruf des Schlossers. Er trat 1918 in den Dienst der Österreichischen Bundesbahnen und war als Werkmeister beschäftigt. 1919  wurde er 1919 Mitglied der Sozialdemokratischen Partei und vertrat die SPÖ zwischen dem 18. März 1953 und dem 14. Dezember 1962 im Nationalrat. Lokalpolitisch war Schürer von 1946 bis zum 22. Oktober 1961 als Vizebürgermeister aktiv, zwischen dem 22. Oktober 1961 und dem 24. Mai 1968 übte er das Amt des Bürgermeisters aus. Schürer war zudem innerparteilich als Bezirksparteivorsitzender-Stellvertreter der SPÖ Vöcklabruck aktiv und war ab 1945 Bezirksobmann des ÖGB Vöcklabruck.